# Simple story
Simple story (pol. Prosta historia) – singel zespołu Maanam promujący zagraniczna płytę Wet Cat, wydany w czerwcu 1985 roku.

## Lista utworów
Strona A
1. „Simple Story (Special Single Remix)” – 3:39

Strona B
1. „Kreon” – 3:25